# Сушарка розпилювальна
Розпилювальні сушарки застосовують для отримання сухих порошкоподібних або гранульованих матеріалів з рідких розчинів або суспензій.
Розпилювальна сушарка має циліндричний або циліндроконічний теплоізольований корпус, у якому за допомогою механічних форсунок або розпилюючих високообертових дисків диспергується на дрібні краплі продукт, що висушується. Об'ємна напруга за вологою в таких сушарках становить 5—10 кг/(м3∙год). Краплі осаджуються в потоці гарячого теплоносія, при цьому відбувається видалення вологи з них, а висушений продукт виводиться із сушильної камери знизу у вигляді дрібнодисперсного порошку, розмір частинок готового продукту становить 10—500 мкм.
В окремих конструкціях розпилюючих сушарок висушений продукт виводять із сушарки разом з відпрацьованим теплоносієм. Дрібнодисперсний порошок видаляють із потоку газу в пилоуловлюючих установках циклонного й фільтраційного типу. Номенклатура продуктів, що висушуються в розпилюючих сушарках, досить велика, включаючи барвники, фармакопейні порошки, сухе молоко, дріжджі та ін.

## Інтернет-ресурси
- Распылительные сушилки. [Архівовано 16 березня 2019 у Wayback Machine.]
- Проектирование сушилок